# Troglobius
Genre
Troglobius est un genre de collemboles de la famille des Lepidocyrtidae.

## Liste des espèces
Selon Checklist of the Collembola of the World (version du 27 août 2019) :
- Troglobius albertinoi Cipola & Bellini, 2016
- Troglobius brasiliensis Palacios-Vargas & Zeppelini, 1995
- Troglobius coprophagus Palacios-Vargas & Wilson, 1990
- Troglobius ferroicus Zeppelini, da Silva & Palacios-Vargas, 2014

## Publication originale
- Palacios-Vargas & Wilson, 1990 : Troglobius coprophagus, a new genus and species of cave Collembola from Madagascar, with notes on its ecology. International Journal of Speleology, vol. 19, p. 67-73 (texte intégral).